# Bisameibisch

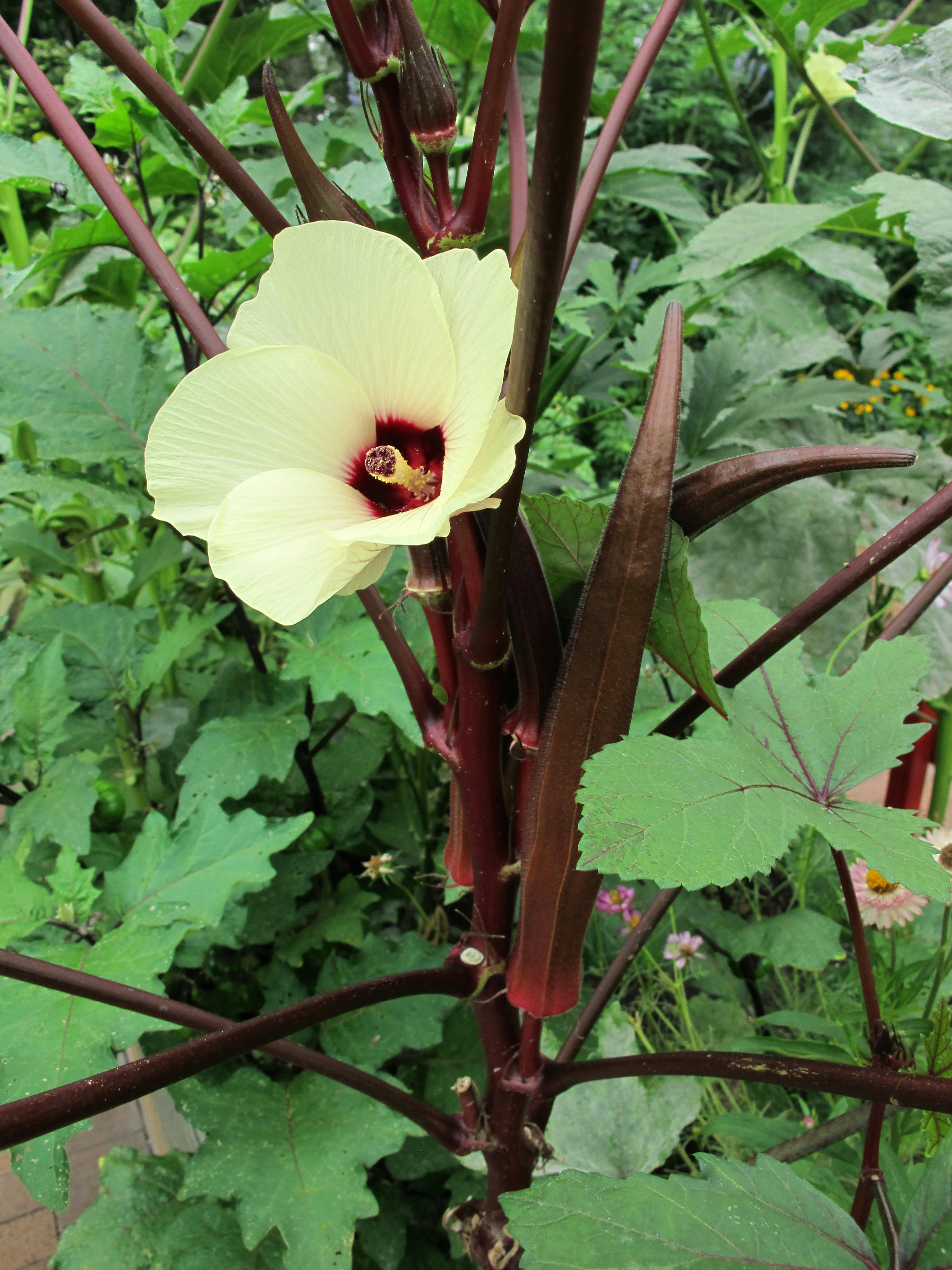
Okra (Abelmoschus esculentus)

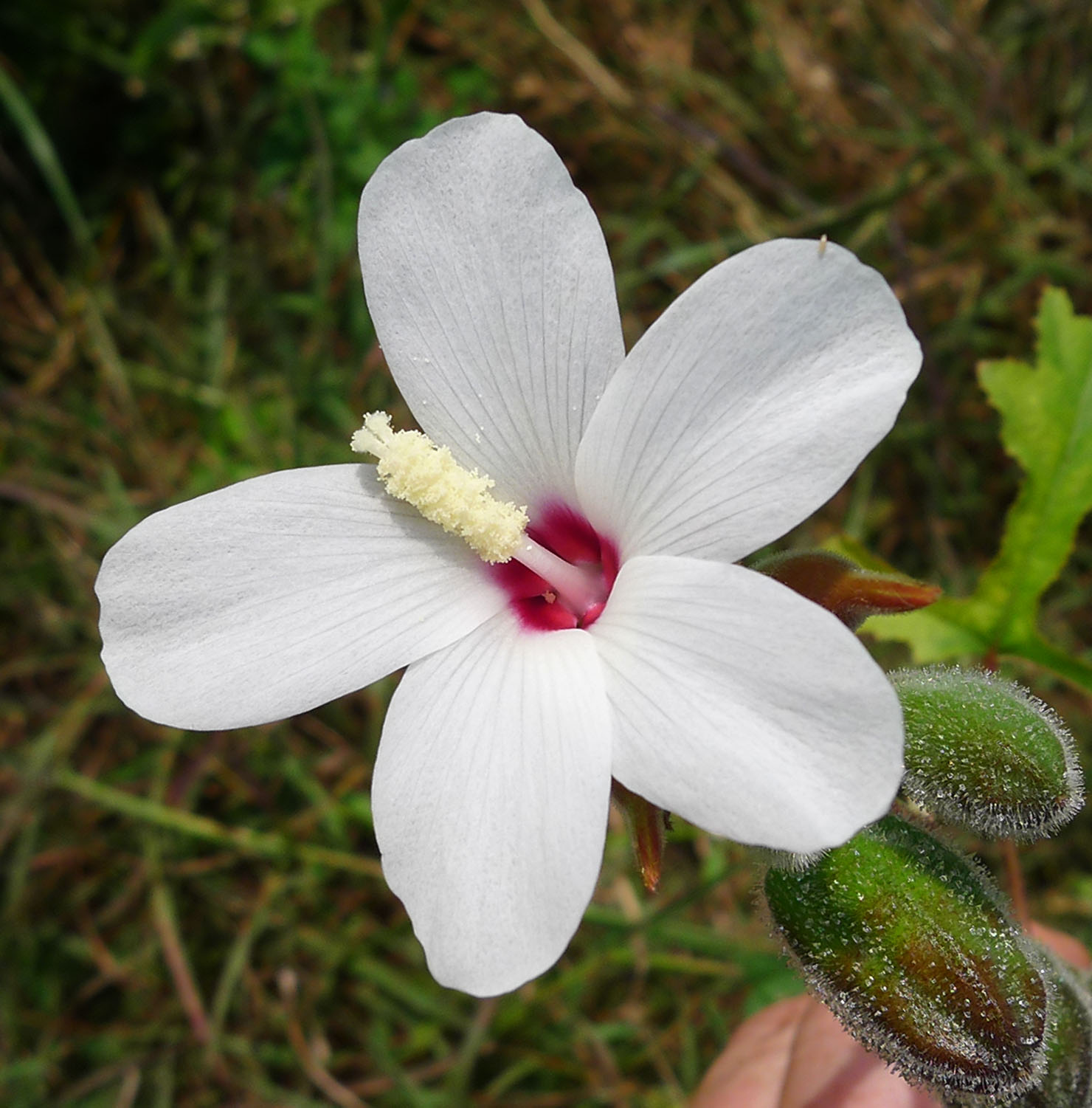
Abelmoschus ficulneus

Der Bisameibisch (Abelmoschus) ist eine Pflanzengattung, die zur Familie der Malvengewächse (Malvaceae) gehört. Die Arten sind in subtropischen und tropischen Gebieten des südlichen und südöstlichen Asiens und im nördlichen Australien beheimatet.

## Beschreibung
Die Bisameibisch-Arten sind ein-, zwei- oder mehrjährige krautige Pflanzen, die Wuchshöhen von 0,2 bis 4 m erreichen. Die Pflanzen sind oft behaart. Die wechselständig und spiralig angeordneten, gestielten Laubblätter sind meist drei- bis siebenlappig. Nebenblätter sind vorhanden.
Die Blüten stehen meist einzeln in den Blattachseln. Die zwittrigen, radiärsymmetrischen Blüten sind fünfzählig. Der Außenkelch ist fünf- bis fünfzehnlappig. Die fünf grünen Kelchblätter sind verwachsen. Die fünf intensiv gefärbten Kronblätter sind trichterförmig verwachsen. Bei der Unterfamilie Malvoideae sind die vielen Staubblätter zu einer den Stempel umgebenden Röhre verwachsen, der sogenannten Columna. Fünf Fruchtblätter sind zu einem oberständigen Fruchtknoten verwachsen. Die Bestäubung erfolgt durch Insekten (Entomophilie).
Es wird eine meist behaarte, 20 bis 50 mm lange Kapselfrucht gebildet, die viele (30 bis 50) Samen enthält.

## Systematik
Die Gattung wurde 1787 vom deutschen Botaniker Friedrich Kasimir Medikus aufgestellt. Er stellte bei einigen Arten der Gattung Hibiscus charakteristische Besonderheiten an Griffel und Narbe fest und nahm dies zum Anlass, eine neue Gattung zu beschreiben. Die Benennung geht zurück auf den moschusartigen Duft der Samenkörner.

## Arten (Auswahl)
Es gibt etwa sechs bis 15 Arten, welche meist in Südostasien beheimatet sind:
- Abelmoschus crinitus Wallich: Sie kommt im tropischen Asien und in China vor.[1]
- Okra (Abelmoschus esculentus (L.) Moench, Syn.: Hibiscus esculentus L.), auch Rosenpappel genannt.
- Abelmoschus ficulneus (L.) Wight & Arnott ex Wight: Sie kommt im tropischen Afrika, in Pakistan, Indien, Sri Lanka, Malaysia, Madagaskar und Australien vor.[1]
- Maniok-Bisameibisch (Abelmoschus manihot (L.) Medik. Syn.: Hibiscus tetraphyllos Roxb.): Diese Art ist in den Gebirgen Hindustans sehr verbreitet, liefert eine flachsgelbe Bastfaser (Abelmoschusfaser), welche in Feinfaserigkeit der besten Jute gleicht, aber im feuchten Zustand sehr bald sich bräunt und an Festigkeit verliert. Sie kommt im Handel als Jute vor. Noch viele andere Arten der Gattung geben spinnbare Fasern, und andere werden als Zierpflanzen benutzt.[2] Mit folgenden Varietäten:
  - Abelmoschus manihot (L.) Medik. var. manihot
  - Abelmoschus manihot var. pungens (Roxburgh) Hochreutiner (Syn.: Abelmoschus pungens (Roxb.) Voigt)
- Bisamstrauch (Abelmoschus moschatus Medik., Syn.: Hibiscus abelmoschus L.): Er kommt im tropischen Asien, in China und Taiwan, in Indonesien, Malaysia, auf den Philippinen, in Papua-Neuguinea und in Australien vor.[1] Er wird 2 bis 2,5 m hoch, mit langen, etwas steifen Haaren bekleidet, hat große gelbe, im Grunde dunkelrote Blüten. Der nierenförmige, 2 bis 3 mm lange und 2 mm breite schwarzbraune Same mit erhabenen braunen Rippen bildet Abelmoschuskörner (Bisamkörner), die beim Erwärmen moschusartig riechen und zu Riechpulvern, als Perlen, in Westindien auch gegen Schlangenbiss benutzt werden. Die besten kommen aus Martinique.[3] Wird auch in der Parfümerie verwendet unter dem Namen Ambrette, hauptsächlich als CO2-Extrakt und als Absolue erhältlich. Die Art gliedert sich in folgende Unterarten:
  - Abelmoschus moschatus subsp. biakensis (Hochr.) Borss.Waalk.: Sie kommt in Neuguinea vor.[4]
  - Abelmoschus moschatus Medik. subsp. moschatus
  - Abelmoschus moschatus subsp. tuberosus (Span.) Borss.Waalk. (Syn.: Abelmoschus sagittifolius (Kurz) Merrill): Sie kommt in Indien, Indonesien, in Indochina, China und in Australien vor.[1]
- Abelmoschus muliensis K.M.Feng: Sie kommt im südwestlichen Sichuan in Höhenlagen zwischen 1200 und 2100 Metern vor.[4]